# Svømmesport under sommer-OL 2020
Svømmesport under Sommer-OL 2020 er opdelt i fem discipliner. Disse discipliner er vandpolo (242 deltagere), synkronsvømning (104 deltagere), udspring (136 deltagere), svømning i bassin (878 deltagere) og svømning i åbent vand (maraton) (50 deltagere). Vandpolo foregår i Tatsumi International Swimming Centre, synkronsvømning, udspring og svømning i bassin foregår i Olympic Aquatics Centre mens svømning i åbent vand foregår i Odaiba Marine Park. Alle stadion ligger i Tokyo Bay zonen.

## Tidsplan
| Konkurrencer          | Konkurrencer | Konkurrencer |
| --------------------- | ------------ | ------------ |
| Disciplin             | Startdato    | Slutdato     |
| Vandpolo              | 25. juli     | 9. august    |
| Synkronsvømning       | 3. august    | 8. august    |
| Udspring              | 26. juli     | 8. august    |
| Svømning              | 25. juli     | 2. august    |
| Svømning i åbent vand | 5. august    | 6. august    |

## Eksterne Henvisninger
- https://tokyo2020.org/en/games/sport/olympic/swimming/
- http://www.fina.org/event/xxxii-olympic-games